# Championnat d'Espagne féminin de football de troisième division
Le championnat d'Espagne féminin de football de troisième division, aussi appelé Segunda Federación FutFem, est le championnat féminin espagnol de football de troisième niveau, créé en 2019 par la Fédération royale espagnole de football (RFEF).

## Histoire

### Primera Nacional (2019-2022)
La Primera Nacional est créée en 2001 comme deuxième division, derrière la Superliga. Après une restructuration des championnats, la Primera Nacional devient la troisième division, derrière la Segunda División Pro, nouvellement créée.
98 équipes participent à ce championnat, réparties en sept groupes de 14 équipes chacun, selon la proximité géographique. Les groupes sont répartis comme suit :
| Groupe | Communautés autonomes                                                            |
| ------ | -------------------------------------------------------------------------------- |
| 1      | Asturies et Galice (complété avec Castille-et-León)                              |
| 2      | Cantabrie, Navarre, Pays basque                                                  |
| 3      | Aragon, Catalogne, Îles Baléares                                                 |
| 4      | Andalousie, Estrémadure (complété avec Castille-et-León et Communauté de Madrid) |
| 5      | Castille-et-León, Communauté de Madrid et La Rioja                               |
| 6      | Îles Canaries                                                                    |
| 7      | Castille-La Manche, Communauté valencienne et Région de Murcie                   |

À la fin de la saison, le premier de chaque groupe est proclamé champion de la ligue territoriale et se qualifie, avec le meilleur deuxième, à un barrage de promotion en deuxième division selon le système d'élimination directe. Les dernières équipes de chaque groupe sont reléguées dans la catégorie régionale correspondante et sont remplacées par les vainqueurs des barrages de promotion de cette catégorie.

### Segunda Federación (depuis 2022)
La Segunda Federación est créée en 2022, à la suite d'une nouvelle restructuration par la RFEF du football féminin, plus conforme aux changements de l'année précédente également appliqués au football masculin. Ainsi, la nouvelle configuration des catégories la place entre la deuxième division (renommée Primera Federación) et la quatrième division, la Primera Nacional,.
Le championnat est constitué de 2 groupes de 16 équipes. Le premier de chaque groupe est promu en Primera Federación. Tandis que, les deuxièmes disputent des barrages en aller-retour pour déterminer la dernière équipe promue. Les trois derniers (quatre lors de la saison 2022-2023) de chaque groupe sont relégués en Tercera Federación.
À partir de la saison 2025-2026, le championnat passe de 2 groupes de 16 équipes à 3 groupes de 14 équipes. Le premier de chaque groupe est promu en Primera Federación. Tandis que, les deuxièmes disputent des barrages en aller-retour, avec le meilleur troisième pour déterminer la dernière équipe promue. Les trois derniers de chaque groupe sont relégués en Tercera Federación.

## Palmarès
| Saison    | Groupe I               | Groupe I               | Groupe II   | Groupe II       | Groupe III              | Groupe III              | Groupe IV    | Groupe IV    | Groupe V      | Groupe V      | Groupe VI      | Groupe VI           | Groupe VII   | Groupe VII   |
| --------- | ---------------------- | ---------------------- | ----------- | --------------- | ----------------------- | ----------------------- | ------------ | ------------ | ------------- | ------------- | -------------- | ------------------- | ------------ | ------------ |
| 2019-2020 | CD Monte               | CD Monte               | Añorga KKE  | Añorga KKE      | Espanyol de Barcelone B | Espanyol de Barcelone B | Real Betis B | Real Betis B | FF La Solana  | FF La Solana  | CF Unión Viera | CF Unión Viera      | UD Aldaia CF | UD Aldaia CF |
| 2020-2021 | Viajes Interrías FF    | Real Oviedo B          | CD Pradejón | Real Sociedad B | Levante Las Planas      | Levante Las Planas      | Real Betis B | Real Betis B | CD Getafe     | CD Getafe     | CFS La Garita  | UD Genero del Teide | Elche CF     | Elche CF     |
| 2021-2022 | Peluquería Mixta Friol | Peluquería Mixta Friol | Bizkerre FT | Bizkerre FT     | CE Europa               | CE Europa               | Málaga CF    | Málaga CF    | Real Madrid B | Real Madrid B | FCD Tenerife   | FCD Tenerife        | Valence CF B | Valence CF B |

| Saison    | Groupe Nord          | Groupe Sud   |
| --------- | -------------------- | ------------ |
| 2022-2023 | Atlético de Madrid B | Madrid CFF B |
| 2023-2024 | Real Madrid B        | CD Getafe    |
| 2024-2025 | CE Europa            | FCD Tenerife |

Légende
- Équipe promue à l'échelon supérieur

## Participants à l'édition 2024-2025
| Groupe Nord            | Groupe Sud               |
| ---------------------- | ------------------------ |
| Athletic Club B        | CFF Cáceres Atlético     |
| Atlético de Madrid C   | Córdoba CF               |
| Atlético Villalonga FF | Elche CF                 |
| Real Avilés            | CD Femarguín             |
| UE Cornellà            | CD Guiniguada Apolinario |
| CE Europa              | CD Juan Grande           |
| SD Eibar B             | Levante UD B             |
| SD Huesca              | Málaga CF                |
| CA Osasuna B           | Madrid CFF B             |
| Real Oviedo            | CFF Olympia Las Rozas    |
| CD Pradejón            | CD Orientación Marítima  |
| CDE Racing Féminas     | CF Pozuelo de Alarcón    |
| Rayo Vallecano         | FCD Tenerife             |
| Real Sociedad B        | Real Unión de Tenerife   |
| Sporting de Gijón      | UD Tenerife B            |
| Zaragoza CFF           | Valence CF B             |